# Rebeldes: Ao Vivo
Rebeldes: Ao Vivo é o único álbum ao vivo e de vídeo do grupo musical brasileiro Rebeldes, lançados em 5 de abril de 2012 pela EMI Music com a Record Entretenimento. Gravados em São Paulo, os álbuns fazem parte da primeira turnê do grupo, Nada Pode Nos Parar (2011–12). Em junho de 2012, o CD e o DVD receberam certificação de ouro e de platina pela Pro-Música Brasil (PMB), por terem alcançado a marca de 40 mil e 50 mil cópias vendidas, respectivamente. Juntos, o álbum ao vivo e de vídeo venderam 140 mil cópias.
"Nada Pode Nos Parar" foi gravada em 16 de março de 2012 e incluída como uma faixa bônus no álbum ao vivo. Foi lançada como único single do mesmo em 3 de maio de 2012.

## Gravação
O CD e o DVD foram gravados a partir de duas apresentações no Espaço das Américas, São Paulo, nos dias 4 e 5 de dezembro de 2011 na turnê de estreia do grupo, Nada Pode Nos Parar, com sete mil pessoas no primeiro dia.
No show, os integrantes do grupo apresentaram todas as faixas do álbum homônimo Rebeldes (2011), exceto por "Só pro Meu Prazer". Cinco integrantes fizeram cover para a seção "DJ Party"; Sophia Abrahão cantou "Born This Way" de Lady Gaga; Chay Suede cantou "Last Nite" da banda The Strokes; Lua Blanco cantou "Firework"  de Katy Perry; Arthur Aguiar cantou "Toda Forma de Amor" de Lulu Santos; Mel Fronckowiak cantou "Loca" de Shakira. Micael Borges cantou uma canção original intitulada "Rap Rebeldes", escrita por ele mesmo.

## Lista de faixas
| Faixas do CD   |                                     |                                                                    |         |  |
| N.º            | Título                              | Compositor(es)                                                     | Duração |  |
| 1.             | "Rebelde para Sempre"               | Di Ferrero Gee Rocha Rick Bonadio                                  | 3:09    |  |
| 2.             | "Do Jeito Que Eu Sou"               | Ferrero Rocha Bonadio                                              | 3:17    |  |
| 3.             | "Tchau pra Você!"                   | Ferrero Rocha Bonadio                                              | 3:18    |  |
| 4.             | "Ponto Fraco"                       | Ferrero Rocha Bonadio                                              | 3:50    |  |
| 5.             | "Quando Estou do Seu Lado"          | Ferrero Rocha Bonadio                                              | 4:40    |  |
| 6.             | "Você É o Melhor pra Mim"           | Bonadio Eric Silver Cris Morena [ a 1 ]                            | 3:04    |  |
| 7.             | "Depois da Chuva"                   | Ferrero Rocha Bonadio                                              | 3:56    |  |
| 8.             | "O Amor Está em Jogo"               | Ferrero Rocha Bonadio                                              | 3:53    |  |
| 9.             | "Como um Rockstar"                  | Ferrero Rocha Bonadio                                              | 3:28    |  |
| 10.            | "Juntos Até o Fim"                  | Ferrero Rocha Bonadio                                              | 3:50    |  |
| 11.            | "Livre pra Viver"                   | Ferrero Rocha Bonadio                                              | 3:24    |  |
| 12.            | "Um Dia de Cada Vez"                | Ferrero Rocha Bonadio                                              | 3:05    |  |
| 13.            | "Outra Frequência"                  | Ferrero Rocha Bonadio                                              | 3:47    |  |
| 14.            | "Born This Way"                     | Lady Gaga Jeppe Laursen                                            | 2:04    |  |
| 15.            | "Last Nite"                         | Julian Casablancas                                                 | 1:50    |  |
| 16.            | "Rap Rebeldes"                      | Micael Borges                                                      | 2:08    |  |
| 17.            | "Firework"                          | Katy Perry Mikkel Eriksen Tor Eric Hermansen Esther Dean Sandy Vee | 3:24    |  |
| 18.            | "Toda Forma de Amor"                | Lulu Santos                                                        | 2:55    |  |
| 19.            | "Loca (English Version)"            | Shakira Edward Bello Pitbull Dylan Mills                           | 2:55    |  |
| 20.            | "Rebelde para Sempre (Bis)"         | Ferrero Rocha Bonadio                                              | 2:17    |  |
| 21.            | "Nada Pode Nos Parar" (faixa bônus) | Ferrero Rocha Bonadio                                              | 4:00    |  |
| Duração total: | Duração total:                      | Duração total:                                                     | 68:14   |  |

| Faixas do DVD  |                                    |         |  |
| N.º            | Título                             | Duração |  |
| 1.             | "Intro"                            | 3:06    |  |
| 2.             | "Rebelde para Sempre"              | 3:10    |  |
| 3.             | "Do Jeito Que Eu Sou"              | 3:47    |  |
| 4.             | "Tchau pra Você!"                  | 4:07    |  |
| 5.             | "Ponto Fraco"                      | 3:54    |  |
| 6.             | "Quando Estou do Seu Lado"         | 4:47    |  |
| 7.             | "Você É o Melhor pra Mim"          | 3:35    |  |
| 8.             | "Depois da Chuva"                  | 3:58    |  |
| 9.             | "O Amor Está em Jogo"              | 3:45    |  |
| 10.            | "Como um Rockstar"                 | 3:42    |  |
| 11.            | "Juntos Até o Fim"                 | 4:00    |  |
| 12.            | "Livre pra Viver"                  | 4:01    |  |
| 13.            | "Um Dia de Cada Vez"               | 3:08    |  |
| 14.            | "Outra Frequência"                 | 4:43    |  |
| 15.            | "Born This Way"                    | 3:16    |  |
| 16.            | "Last Nite"                        | 2:28    |  |
| 17.            | "Rap Rebeldes"                     | 2:36    |  |
| 18.            | "Firework"                         | 2:47    |  |
| 19.            | "Toda Forma de Amor"               | 2:59    |  |
| 20.            | "Loca (English Version)"           | 2:56    |  |
| 21.            | "Rebelde para Sempre (Remix)"      | 1:56    |  |
| 22.            | "Making Of"                        | 11:01   |  |
| 23.            | "Nada Pode Nos Parar (Videoclipe)" | 4:01    |  |
| Duração total: | Duração total:                     | 83:03   |  |

## Tabelas musicais e certificações

### Tabelas musicais
| Tabela (2012)         | Melhor posição |
| --------------------- | -------------- |
| Top DVDs Brasil (PMB) | 8              |

| \| País \| Certificação \| Vendas \| \| -------------------------------------------------------------------- \| ------------ \| ------- \| \| Brasil (PMB)[a 2][8] CD \| Ouro \| 40.000* \| \| Brasil (PMB)[a 2][8] DVD \| Platina \| 50.000* \| \| *Número de vendas definido com base apenas no nível de certificação. \| \| \| |              |         |
| País | Certificação | Vendas  |
| Brasil (PMB) CD | Ouro         | 40.000* |
| Brasil (PMB) DVD | Platina      | 50.000* |
| *Número de vendas definido com base apenas no nível de certificação. |              |         |